# Lippetal
Lippetal település Németországban, azon belül Észak-Rajna-Vesztfália tartományban. Lakosainak száma 12 075 fő (2023. december 31.). Lippetal Welver, Ahlen, Beckum, Wadersloh, Lippstadt, Bad Sassendorf és Soest községekkel határos.

## Népesség
A település népességének változása:
| Lakosok száma | 10 122 | 11 866 | 11 914 | 11 871 | 11 837 | 11 966 | 12 075 |
|               | 1975   | 2014   | 2017   | 2019   | 2021   | 2022   | 2023   |